# Facial action coding system
Pour les articles homonymes, voir FACS.
Le facial action coding system (FACS) est une méthode de description des mouvements du visage développée par les psychologues Paul Ekman et Wallace Friesen en 1978. C'est devenu le principal outil de description utilisé dans les études s'intéressant à l'expression faciale, par exemple dans le domaine des sciences affectives. Cette nomenclature s'inspire elle-même des travaux de l'anatomiste suédois Carl-Herman Hjortsjö publiés dans son ouvrage sur l'imitation faciale.
Le système de codage d'action faciale F-M pionnier 3.0 (F-M FACS 3.0) a été créé en 2018 par le Dr Freitas-Magalhães, et présente 4000 segments en 4K, en utilisant la technologie 3D, 360 3D, et la reconnaissance automatique et le temps (FaceReader 7.1).
Le F-M FACS 3.0 comprend 8 unités d'action pionnières (AU) et 22 mouvements de langues (TM) pionniers, en plus de la nomenclature fonctionnelle et structurelle.
Les mouvements du visage sont décomposés en unités d'action (ou action unit, AU, ou AUs au pluriel).

## Application
Dans le système FACS, les contractions ou décontractions du visage sont décomposées en unités d'action (ou action unit, AU). Le système FACS repose sur la description de 46 AU identifiées par un numéro dans la nomenclature FACS. Par exemple, l'AU 1 correspond au mouvement de lever les sourcils au niveau du nez (inner brow raiser). Chaque AU peut correspondre à la contraction ou à la détente d'un ou plusieurs muscles, qui se traduit par un mouvement d'une partie donnée du visage. Une expression faciale, comme une expression de peur, correspond, donc, à la mise en jeu de plusieurs unités d'actions. Par exemple, dans le cas d'un visage apeuré, les AU mises en jeu seraient : 1, lever les sourcils intérieurs + 2, lever les sourcils extérieurs + 23, tension des lèvres + 26, abaissement de la mâchoire inférieure.
P. Ekman a, notamment, créé une école de formation à la lecture des expressions émotionnelles présentes, même de façon subtile, sur un visage (micro-expressions). Il serait, par exemple, possible de distinguer deux types de sourires : 
- le sourire vrai dit aussi sourire de Duchenne[5], involontaire, qui met en jeu les muscles zygomaticus major et le muscle orbiculaire de l'œil (orbicularis oculi) ;
- le sourire faux, ou sourire social, ou encore sourire Pan American, volontaire, dans lequel seul le muscle zygomatique est contracté.

Ainsi, la contraction des muscles, autour des yeux, distinguerait un sourire reflétant une émotion réellement positive, d'un sourire de circonstance.
Des chercheurs se sont limités aux seules actions faciales pour les relier aux émotions universelles. Citons EMFACS (Emotional Facial Action Coding System) et FACSAID (Facial Action Coding System Affect Interpretation Dictionary).
| Émotion   | Action Units  |
| --------- | ------------- |
| Joie      | 6+12          |
| Tristesse | 1+4+15        |
| Surprise  | 1+2+5B+26     |
| Peur      | 1+2+4+5+20+26 |
| Colère    | 4+5+7+23      |
| Dégoût    | 9+15+16       |
| Mépris    | R12A+R14A     |

## Codage des Unités d'action AUs
Le FACS est un codage d'expressions faciales. Il permet également de fournir une indication sur le degré, l'intensité d'activation des muscles.

### Le degré d'activation
L'intensité des FACS est notée par les lettres A à E (d'une intensité minimale à maximale) pour chaque nombre correspondant à une Action Unit (par exemple AU 1A correspond à un faible niveau d'AU 1 tandis qu'AU 1E correspond à l'intensité maximale).
- A Trace
- B Léger
- C Marqué ou prononcé
- D Sévère ou extrême
- E Maximum

### Liste des Action Units et Action Descriptors (avec le détail des muscles actionnés)

#### Principaux codes
| N° AU | Nom de la FACS                                         | Base musculaire                                                                                            |
| ----- | ------------------------------------------------------ | --- |
| 0     | Visage neutre                                          | |
| 1     | Remontée de la partie interne des sourcils             | frontalis (pars medialis)                                                                                  |
| 2     | Remontée de la partie externe des sourcils             | frontalis (pars lateralis)                                                                                 |
| 4     | Abaissement et rapprochement des sourcils              | muscle pyramidal du nez,muscle procerus depressor supercilii, corrugator supercilii                        |
| 5     | Ouverture entre la paupière supérieure et les sourcils | Muscle orbiculaire de l'œil                                                                                |
| 6     | Remontée des joues                                     | Muscle orbiculaire de l'œil (pars orbitalis)                                                               |
| 7     | Tension de la paupière                                 | Muscle orbiculaire de l'œil (pars palpebralis)                                                             |
| 8     | Lèvres collées                                         | Muscle orbiculaire de la bouche                                                                            |
| 9     | Plissement de la peau du nez vers le haut              | Muscle releveur naso-labial                                                                                |
| 10    | Remontée de la partie supérieure de la lèvre           | Muscle releveur de la lèvre supérieure                                                                     |
| 11    | Ouverture du nasolabial                                | Muscle petit zygomatique                                                                                   |
| 12    | Étirement du coin des lèvres                           | Muscle grand zygomatique                                                                                   |
| 13    | Étirement et rentrée des lèvres                        | Muscle élévateur de l'angle de la bouche (également appelé caninus)                                        |
| 14    | Plissement externe des lèvres (fossettes)              | Muscle buccinateur                                                                                         |
| 15    | Abaissement des coins externes des lèvres              | Muscle abaisseur de l'angle de la bouche                                                                   |
| 16    | Ouverture de la lèvre inférieure                       | Muscle abaisseur de la lèvre inférieure                                                                    |
| 17    | Élévation du menton                                    | Muscle mentonnier                                                                                          |
| 18    | Froncement central des lèvres                          | Muscle orbiculaire de la bouche                                                                            |
| 19    | Sortie de la langue                                    | |
| 20    | Étirement externe des lèvres                           | Muscle risorius et muscle peaucier du cou                                                                  |
| 21    | Tension du cou                                         | muscle peaucier du cou                                                                                     |
| 22    | Lèvres en "O"                                          | Muscle orbiculaire de la bouche                                                                            |
| 23    | Tension refermante des lèvres                          | Muscle orbiculaire de la bouche                                                                            |
| 24    | Lèvres pressées (pincement des lèvres)                 | Muscle orbiculaire de la bouche                                                                            |
| 25    | Ouverture de la bouche et séparation légère des lèvres | Muscle abaisseur de la lèvre inférieure, ou relaxation du muscle orbiculaire de la bouche                  |
| 26    | Ouverture de la mâchoire                               | Muscle masséter ; muscle temporal relâché et Muscle ptérygoïdien médial                                    |
| 27    | Bâillement                                             | Pterygoïdes, muscle digastrique                                                                            |
| 28    | Succion interne des lèvres                             | Muscle orbiculaire de la bouche                                                                            |
| 29    | Poussée de la mâchoire                                 | |
| 30    | Déplacement de côté de la mâchoire                     | |
| 31    | Serrement de la mâchoire                               | Muscle masséter                                                                                            |
| 32    | Morsure des lèvres                                     | |
| 33    | Gonflement des joues                                   | |
| 34    | Bouffée des joues                                      | |
| 35    | Aspiration des joues                                   | |
| 36    | Bombement de la langue                                 | |
| 37    | Essuyage des lèvres                                    | |
| 38    | Dilatation des naseaux                                 | nasalis (pars alaris)                                                                                      |
| 39    | Compression des naseaux                                | nasalis (pars transversa) et depressor septi nasi                                                          |
| 41    | Abaissement de la glabelle                             | Mouvement distinct de AU 4 : Muscle pyramidal du nez                                                       |
| 42    | Abaissement interne des sourcils                       | Mouvement distinct de AU 4: Depressor supercilii                                                           |
| 43    | Yeux fermés                                            | Relaxation du levator palpebrae superioris                                                                 |
| 44    | Rapprochement des sourcils                             | Mouvement distinct de AU 4 : muscle corrugateur du sourcil                                                 |
| 45    | Clignotement                                           | Relaxation du levator palpebrae superioris ; contraction du muscle orbiculaire de l'œil (pars palpebralis) |
| 46    | Clignement de l'œil                                    | Muscle orbiculaire de l'œil                                                                                |

Les AU no 1, 6, 10, 15 et 23 sont dites « fiables » car difficiles à simuler volontairement par plus de 25 % de la population.

#### Mouvement de la Tête
| N° AU | Nom de la FACS                            | Action |
| ----- | ----------------------------------------- | --- |
| 51    | Tête tournée à gauche                     | |
| 52    | Tête tournée à droite                     | |
| 53    | Tête vers le haut                         | |
| 54    | Tête vers le bas                          | |
| 55    | Tête inclinée à gauche                    | |
| M55   | Tête inclinée à gauche                    | Le début de la symétrie 14 est immédiatement accompagnée ou précédé d'une inclinaison de la tête vers la gauche.             |
| 56    | Tête inclinée à droite                    | |
| M56   | Tête inclinée à droite                    | Le début de la symétrie 14 est immédiatement accompagnée ou précédé d'une inclinaison de la tête vers la droite.             |
| 57    | Tête en avant                             | |
| M57   | Poussée de la tête en avant               | La combinaison 17+24 est immédiatement précédée, accompagnée, ou suivie par une poussée de la tête vers l'avant.             |
| 58    | Tête en arrière                           | |
| M59   | Inclinaison de la tête de haut en bas     | La combinaison 17+24 est immédiatement précédée, accompagnée, ou suivie par une inclinaison de la tête de haut en bas (nod). |
| M60   | Inclinaison de la tête de gauche à droite | La combinaison 17+24 est immédiatement précédée, accompagnée, ou suivie par une inclinaison de la tête de gauche à droite.   |

#### Mouvement des Yeux
| N° AU | Nom de la FACS                 | Action |
| ----- | ------------------------------ | --- |
| 61    | Yeux vers la gauche            | |
| 62    | Yeux vers la droite            | |
| 63    | Yeux levés                     | |
| 64    | Yeux baissés                   | |
| 65    | Yeux écarquillés               | |
| 66    | Strabisme                      | |
| 69    | Yeux tournés vers une personne | Les AUs 4, 5, ou 7, seul ou en combinaison, se produisent lorsque les yeux sont fixes vers une personne lors d'une conversation. |